# Vätterleden
Vätterleden kallas motorvägen (väg E4) mellan Jönköping och Ödeshög. Vägen invigdes etappvis 1960, 1964 och 1972. Den stryker längs sjön Vättern och räknas som en av Sveriges vackraste motorvägar. Vid Gränna går den högt över Vättern med vidsträckt utsikt. Här är den en av Sveriges högst belägna motorvägar, cirka 280 m över havet och 190 m över Vättern.[källa behövs]
Vid Vätterleden ligger Motell Vätterleden samt rastplatserna Gyllene Uttern och Brahehus.

## Byggnationen dokumenterad
På dagen 60 år efter invigningen av första etappen, den 13 december 2020, premiärvisades en timslång nygjord dokumentärfilm, Filmen om Vätterleden, om vägbygget. Dokumentären är till stora delar baserad på ett smalfilmsmateral som vägingenjör Gösta Mellström filmade av privat intresse, samt intervjuer med chefskontrollant Jöran von Platen och projektör Åke Pettersson. Alla tre var verksamma vid Vätterledens byggnation.
Filmen finns att se på Youtube: 